# Хакея волнистая
Хакея волнистая (лат. Hakea undulata) — кустарник, вид рода Хакея (Hakea) семейства Протейные (Proteaceae). Произрастает на юго-западе Западной Австралии. Цветёт с июля по октябрь.

## Ботаническое описание
Hakea undulata — прямой и часто вьющийся кустарник, растущий до 1-2 м в высоту. Более мелкие ветви остаются гладкими при цветении. Листья имеют эллиптическую или яйцевидную форму, жёсткие, колючие, с зубчатыми краями, длиной 4-12 см, шириной 2-6 см. Зеленовато-серые листья имеют своеобразное расположение сверху и снизу и сужаются на длинных стеблях к основанию листа. Соцветие состоит из 12-21 сладко-душистых кремово-белых цветков в кисточке на гладкой цветоножке. Околоцветник кремово-белый, пестик длиной 3-4 мм. Плоды имеют наклонно-яйцевидную форму длиной 2-3 см и шириной 1-2 см с гладкими, слегка шероховатыми бугорками, выступающими на поверхности, оканчивающимися перевернутым клювом. Цветение происходит с июля по октябрь.

## Таксономия
Вид Hakea undulata был описан шотландским ботаником Робертом Брауном в 1810 году в Transactions of the Linnean Society of London. Видовой эпитет — от латинского undulatus (волнистый), по форме края листа.

## Распространение и местообитание
H. undulata растет от хребтов Дарлинг к северу от Перта и на юг до Албани. Произрастает в кустарниковой и лесной местности на песке, суглинке и гравии или на глинистой почве над латеритом, иногда на граните. Требует полного солнца и хорошего дренажа. Хороший вид для живой изгороди и как местообитание диких животных.

## Охранный статус
Вид Hakea undulata классифицируется как «не угрожаемый» Департаментом парков и дикой природы правительства Западной Австралии.